# Waggonfabrik Gebrüder Credé
Die Waggonfabrik Gebrüder Credé wurde 1897 von den Brüdern Conrad (1849–1918) und Adam Credé (1850–1940) in Niederzwehren (seit 1936 ein Stadtteil von Kassel) gegründet. Ihr Vater betrieb in Oberzwehren eine Tischlerei.
Die ersten Aufträge kamen von den Preußischen Staatseisenbahnen für Güter- und Post-Wagen. Bald wurden auch Personenwagen aller Wagenklassen gebaut. Bekannt wurde Credé durch den Bau der Wagen für die beiden Rheingold-Züge 1928 und 1962. Ab 1899 wurden auch Straßenbahnwagen und später Omnibusse und Oberleitungsbusse hergestellt.
1928 zeigten die Gebrüder Credé auf dem Automobilsalon am Kaiserdamm in Berlin „einen Büssing-Sechsradomnibus mit Knorr-Druckluftbremse und Knorr-Druckluft-Türschließvorrichtung“.
Anfang Dezember 1931 stellte das Unternehmen einen „Stillegungsantrag für Januar, da ihre Aufträge für die Reichsbahn und die Internationale Schlafwagengesellschaft aufgearbeitet sind“.
1938 erhielt die Firma einen Auftrag aus Brasilien zum Bau von Schnelltriebwagenzügen für die Estrada de Ferro Sorocabana. Im Oktober 1938 fand eine Probefahrt der Fahrzeuge auf der Strecke Minden–Petershagen in Anwesenheit von Vertretern ausländischer Eisenbahnen, Deutschen Reichsbahn sowie der deutschen Presse statt. Die Strecke im Weserbergland war ausgewählt worden, weil sie „in ihren Kurven, ihren Steigungen und auch in der Spurweite (ein Meter) den Verhältnissen“ in Brasilien nahekam. „Jeder der Triebwagenzüge umfaßt zwei Endwagen mit zusammen 112 Plätzen der ersten Klasse sowie den als Speisewagen ausgebildeten Mittelwagen mit 22 Plätzen. Beide Triebwagen sind mit je einem 300-PS-Dieselmotor der Deutz-Motorengesellschaft und einem Mylius-Getriebe der deutschen Getriebegesellschaft ausgerüstet. Die Dieselmotoren können einzeln oder gemeinsam betätigt werden. Sie verleihen dem Zuge eine Mindestdurchschnittsgeschwindigkeit von 110 Stundenkilometer. Diese Geschwindigkeit kann auch noch gesteigert werden.“
Nach dem Zweiten Weltkrieg wurde die Produktion u. a. um Kleinkrafträder und Getränkeautomaten erweitert. Ab 1956 war das Unternehmen eine hundertprozentige Tochter des Hörder Bergwerks- und Hütten-Vereins, der 1966 im Hoesch-Konzern aufging.
1967 wurde die Fertigung bei Credé eingestellt. Auf dem ehemaligen Werksgelände ist über die Jahre hinweg das Einkaufszentrum DEZ entstanden.

## Anmerkungen

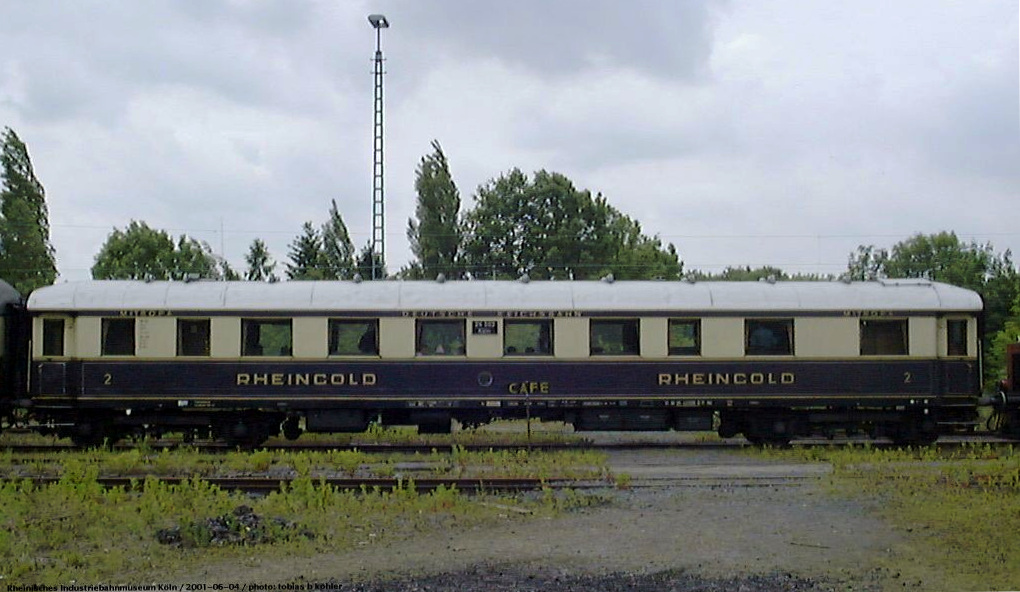
Rheingold-Wagen von 1928
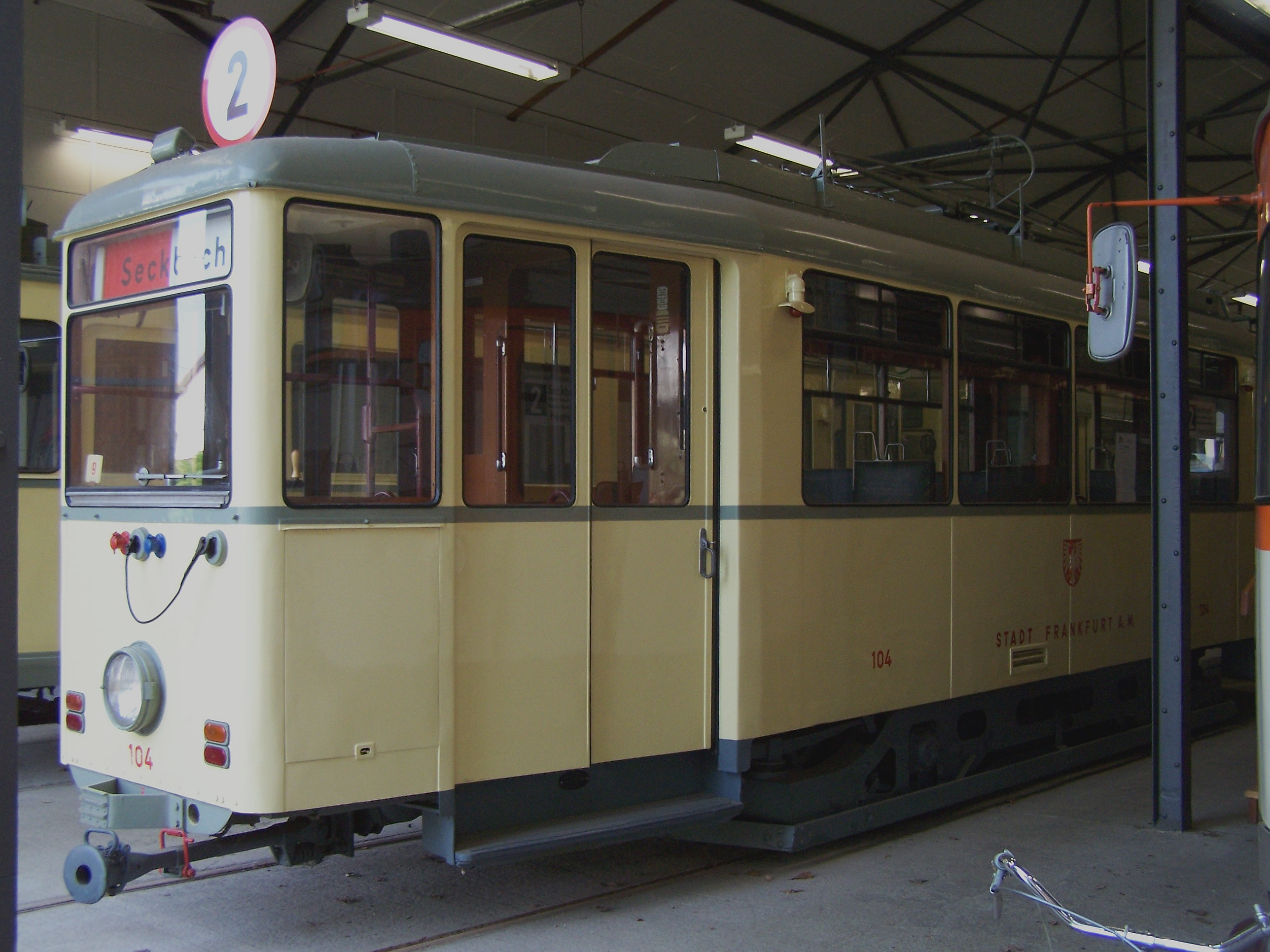
K-Triebwagen 104 von 1954 im Verkehrsmuseum Frankfurt am Main
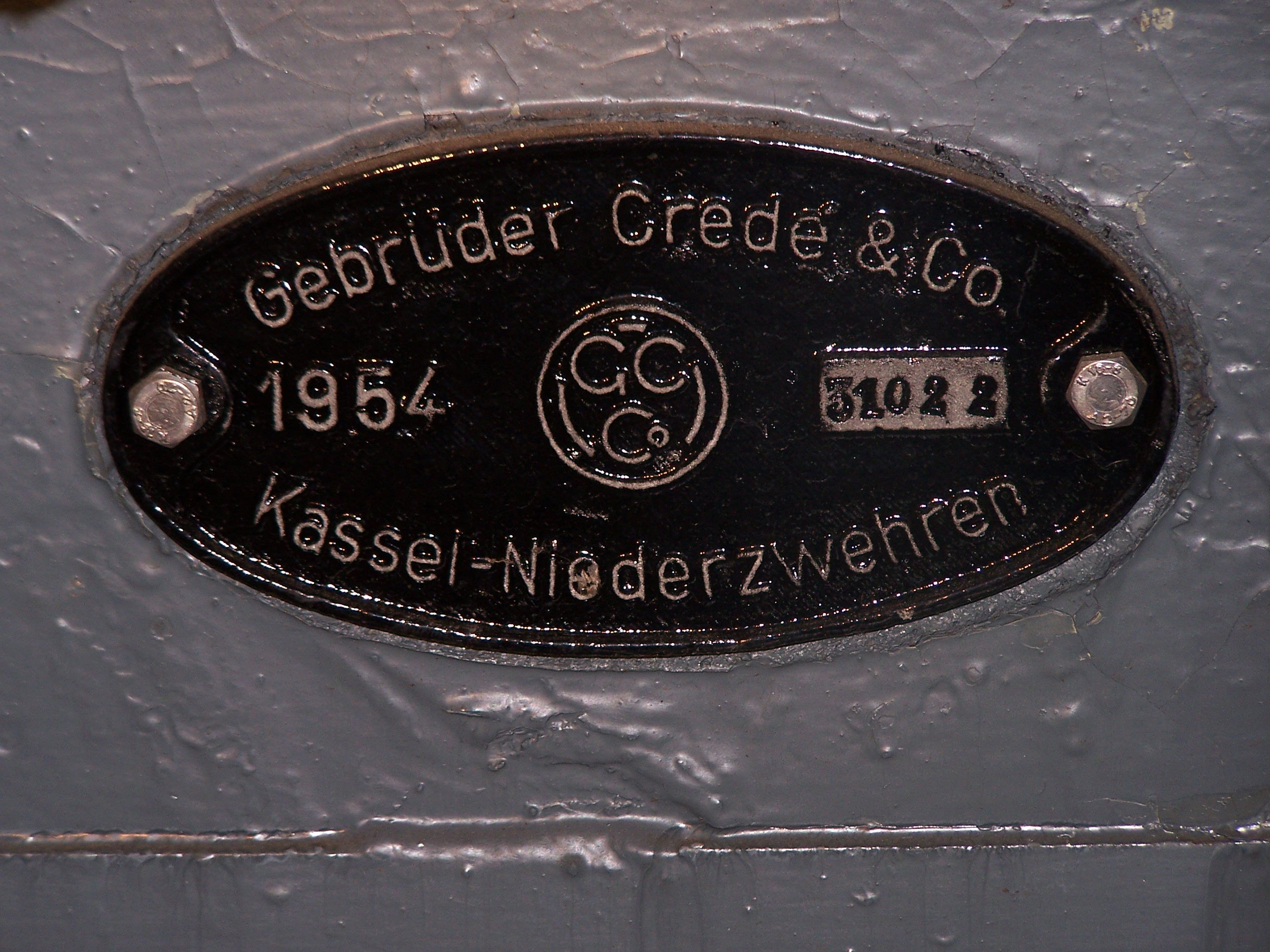
Herstellerplakette des K-Triebwagens 104
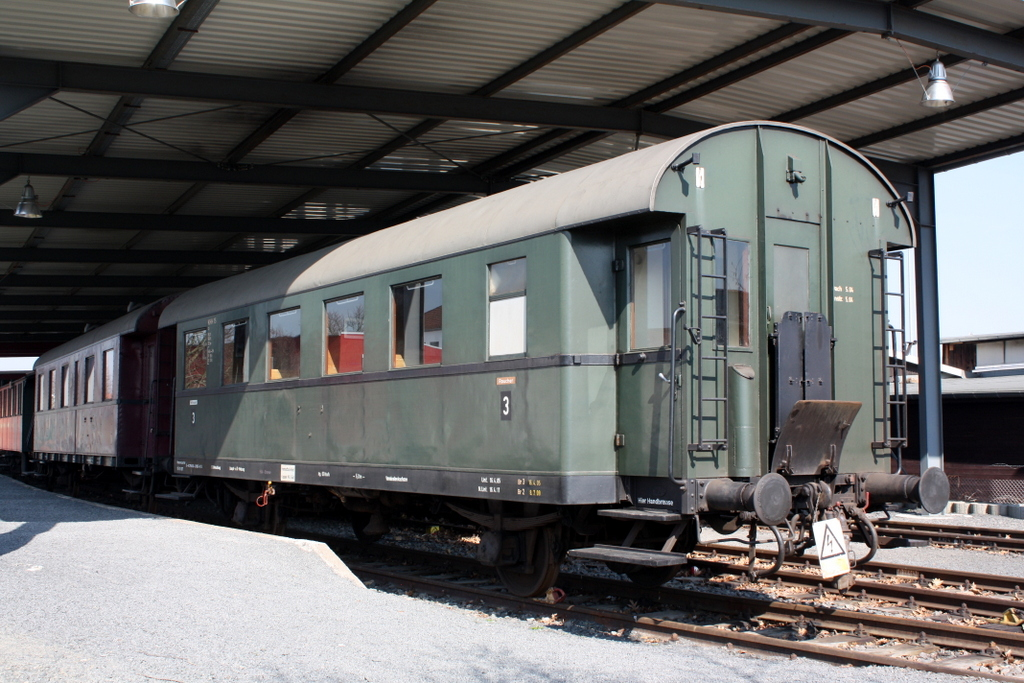
Wagen 15 der Hersfelder Kreisbahn, heute im Einsatz beim Hessencourrier in Kassel, Credé 1952/30976
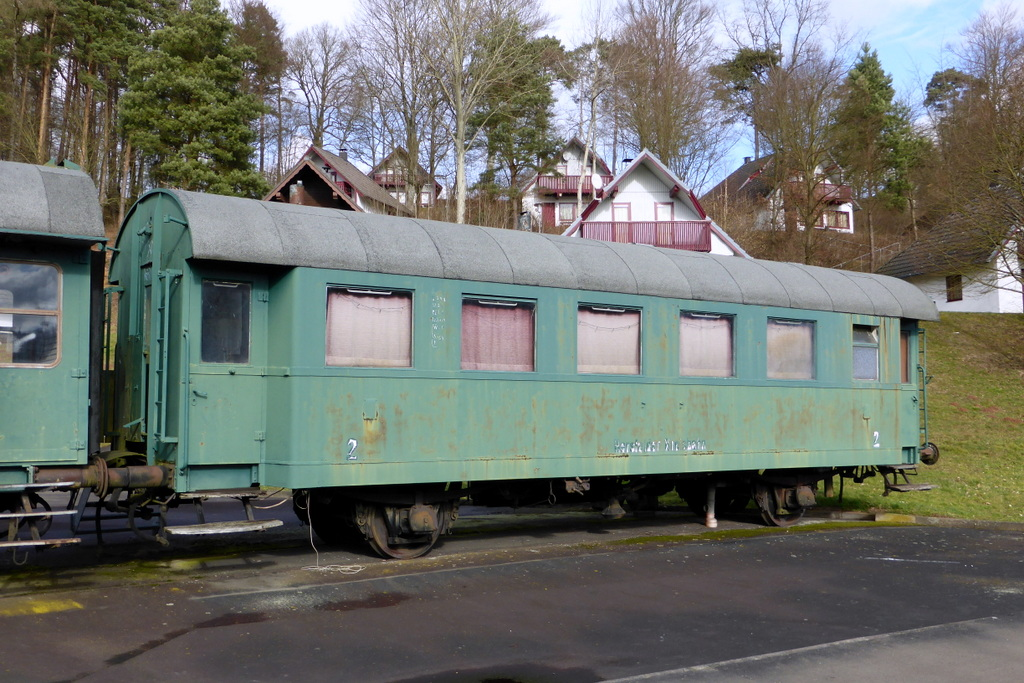
Wagen 16 der Hersfelder Kreisbahn im Seepark Kirchheim, Credé 1952/30977